# Un orfebre en su taller
Un orfebre en su taller es un óleo sobre tabla de roble pintado por Petrus Christus. Data del año 1449 y tiene unas medidas de 98 cm de alto y 85,2 cm de ancho. Se conserva en el Museo Metropolitano de Arte, Nueva York. Es una de las obras más destacadas de la época prerrenacentista en el norte de Europa.
Se trata de una tabla en la que está representado un orfebre que tiene dos clientes burgueses en su tienda, una rica pareja que viste muy elegantemente. Con cariño, el novio pasa el brazo por la espalda de su novia. El realismo en los rostros de estos personajes hace pensar que se trata de retratos. El orfebre se creyó en el pasado que representaba a san Eligio o san Eloy, patrón de la orfebrería, idea que venía reforzada por el añadido en fecha posterior de una aureola de santidad, eliminada tras la última limpieza de la tabla. En la mano tiene una balanza, con la que está pesando el oro para los anillos de boda. La tienda se encuentra llena de objetos representados con gran realismo no exento de simbolismo, como ocurre en las obras de Jan van Eyck. Así, el objeto de cristal transparente probablemente tiene como finalidad conservar las hostias dentro; está rematada por la figura de un pelícano, símbolo del sacrificio de Cristo, pues según los bestiarios medievales alimentaba a sus polluelos con su propia sangre. Se representan cuidadosamente los distintos materiales, como el cristal, el coral o el metal de los jarrones. 
En primer término, a la izquierda, aparece un cinturón o ceñidor, propio de las ceremonias nupciales; está pintado a modo de trampantojo que parece salirse del cuadro. En el extremo de la derecha hay un espejo convexo, elemento de decoración que puede encontrarse en otras obras de la época como en el Matrimonio Arnolfini (1434) o El cambista y su mujer (1514). Permite ver lo que ocurre en la parte exterior del taller: son dos nobles ociosos, uno de ellos llevando un ave de presa, a modo de contraste con la laboriosidad del orfebre. Detrás de ellos se encuentra la plaza del mercado de Brujas y unas casas.